# Giovanni Motzo
Giovanni Motzo (ur. 8 lutego 1930 w Cagliari, zm. 27 sierpnia 2002 w Neapolu) – włoski prawnik i nauczyciel akademicki, w latach 1995–1996 minister.

## Życiorys
Z wykształcenia prawnik, studia ukończył na Uniwersytecie w Sienie. Kształcił się również na uczelniach w Hamburgu i Tybindze. Od 1954 był nauczycielem akademickim. Pracował na uniwersytetach w Neapolu, Cagliari i Sienie, a od 1974 na Uniwersytecie La Sapienza w Rzymie, gdzie objął stanowisko profesora prawa konstytucyjnego porównawczego. Praktykował także jako prawnik, specjalizując się w prawie wspólnotowym. Był również doradcą prawnym m.in. w Comitato Nazionale per l’Energia Nucleare.
Od stycznia 1995 do maja 1996 sprawował urząd ministra bez teki do spraw reformy instytucjonalnej w rządzie Lamberta Diniego. Od marca 1996 odpowiadał także za służby publiczne i stosunki regionalne.